# Padella

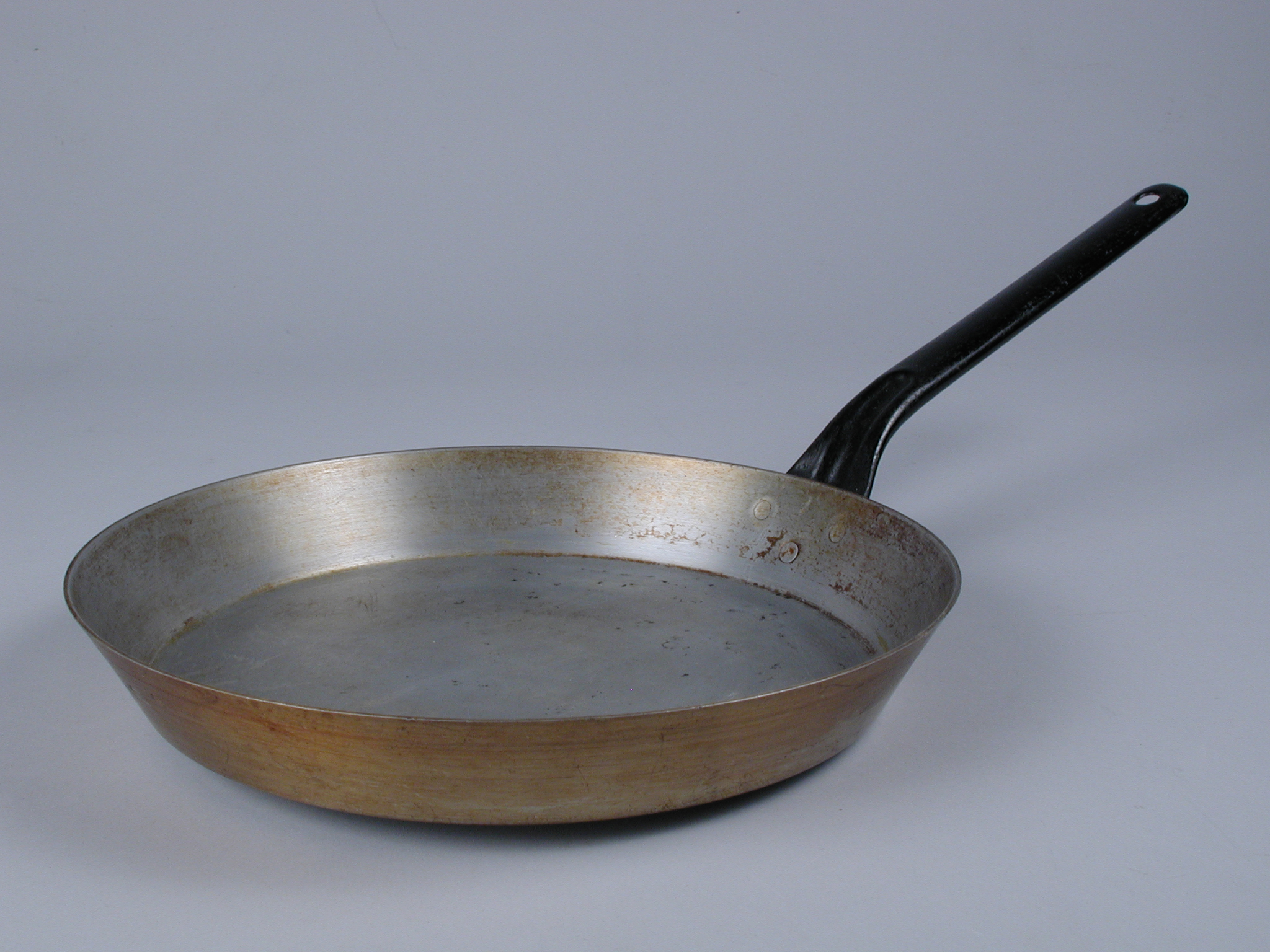
Padella in acciaio

La padella è un tipo di pentola che viene usata in cucina per vari scopi, ad esempio per friggere. 

## Storia
Padelle di rame erano già usate nell'antica Mesopotamia. Le padelle erano anche conosciute dagli antichi greci (dove erano chiamate téganon) e nell'Antica Roma (dove erano chiamate patella o sartaginem), Marco Gavio Apicio nel suo testo De re coquinaria cita la patella frixilis. Il termine inglese Pan deriva dal vocabolo inglese antico panna.

## Caratteristiche
Generalmente di forma circolare, raramente quadrata con angoli arrotondati o squadrati, ha un solo manico lungo, bordi bassi e arrotondati, fondo largo e piatto. Può essere costruita in metallo: ferro, acciaio inox, rame, o alluminio anche con rivestimento antiaderente in teflon; oppure in alluminio con rivestimento in ceramica. Il foro presente sul manico della padella serve ad appenderla comodamente a qualsiasi sporgenza presente sul muro della cucina. In alternativa, il foro può essere usato come sistemazione temporanea del mestolo durante la preparazione del cibo .

## Paella

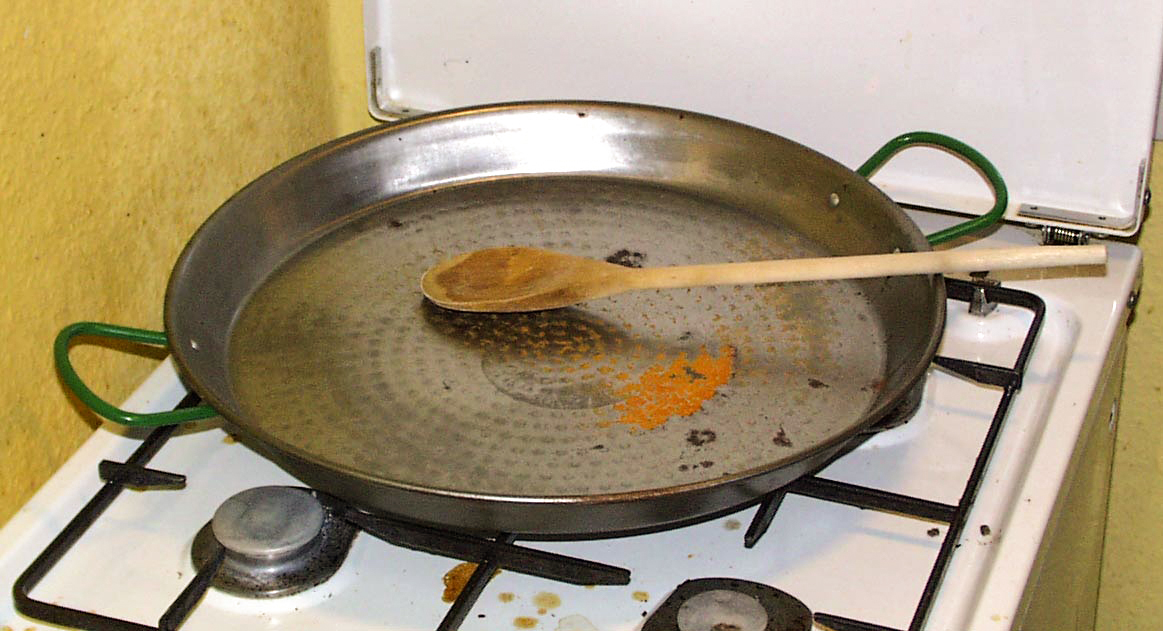
Una paella.

Etimologicamente la parola valenciana paella deriva dal latino patella. In origine il termine indicava una padella larga e poco profonda, solitamente in ferro, munita di due impugnature opposte, che veniva utilizzata nella Comunità Valenciana per cucinare vari piatti a base di riso o di fedelini (una pasta simile a spaghetti).
La paella è di forma circolare, e si differenzia da altre padelle, oltre che per le due impugnature laterali, per le sue dimensioni. La profondità è di circa cinque-sei centimetri, mentre il diametro varia in base al numero di commensali: indicativamente, per 4 persone si usa una paella da 45 cm, per 10 persone quella da 1 metro. In occasioni particolari, per esempio per sagre paesane o feste di beneficenza, si possono vedere all'opera paelles di dimensioni gigantesche, che superano i 2 metri di diametro.